# 제13회 아시안 필름 어워즈
제13회 아시안 필름 어워즈는 2019년 3월 17일에 열린 시상식이다.

## 수상 및 후보

### 최우수작품상
- 어느 가족 - 고레에다 히로카즈 수상
- 버닝 - 이창동
- 나는 약신이 아니다 - 원 무예
- 진파 - 완마 차이단
- 산주 - 라지쿠마르 히라니

### 최우수감독상
- 버닝 - 이창동 수상
- 진파 - 완마 차이단
- 산주 - 라지쿠마르 히라니
- 어느 가족 - 고레에다 히로카즈
- 쓰리 허즈번드 - 프룻 첸

### 남우주연상
- 고독한 늑대의 피 - 야쿠쇼 코지 수상
- 버닝 - 유아인
- 나는 약신이 아니다 - 서쟁
- 무쌍 - 곽부성
- 산주 - 란비르 카푸르

### 여우주연상
- 아이카 - 사말 예슬라모바 수상
- 애쉬 - 자오 타오
- 미쓰백 - 한지민
- 어느 가족 - 안도 사쿠라
- 쓰리 허즈번드 - 증미혜자

### 신인상
- 오퍼레이션 레드 씨 - 황징위 수상
- 아사코 - 카라타 에리카
- 버닝 - 전종서
- 행복도시 - 장-잉 시에
- 더 크로싱 - 황야오
- 쓰리 허즈번드 - 진담문

### 남우조연상
- 나는 약신이 아니다 - 장 위 수상
- 강변호텔 - 권해효
- 킬링 - 츠카모토 신야
- 산주 - 비키 카우샬
- 트레이시 - 황하

### 여우조연상
- 트레이시 - 혜영홍 수상
- 독전 - 진서연
- 행복도시 - 정녕
- 히든 맨 - 허청
- 어느 가족 - 마츠오카 마유

### 최우수 각본상
- 애쉬 - 지아장커 수상
- 버닝 - 이창동 외 1명
- 나는 약신이 아니다 - 원 무예 외 2명
- 무쌍 - 장문강
- 산주 - 라지쿠마르 히라니 외 1명

### 최우수 촬영상
- 삼국-무영자 - 자오 샤오딩 수상
- 버닝 - 홍경표
- 진파 - 송-예 루
- 만타 레이 - 나바로파앗 룽피분소핏
- 툼바드 - 판카이 쿠마

### 최우수 제작디자인상
- 삼국-무영자 - 마광영 수상
- 버닝 - 신점희
- 히든 맨 - 류청
- 어느 가족 - 미츠마츠 케이코
- 툼바드 - 라케시 야다브 외 1명

### 최우수 작곡상
- 어느 가족 - 호소노 하루오미 수상
- 독전 - 달파란
- 진파 - 임강 외 1명
- 산주 - A.R. 라만 외 2명
- 삼국-무영자 - 라우드보이

### 최우수 음향상
- 삼국-무영자 - 양 지앙 외 1명 수상
- 2.0 - 레술 푸쿠티
- 버닝 - 이승철
- 킬링 - 키타다 마사야
- 오퍼레이션 레드 씨 - 노파와트 리키퉝 외 1명

### 최우수 편집상
- 킬링 - 츠카모토 신야 수상
- 오퍼레이션 레드 씨 - 최치흥 외 1명
- 무쌍 - 팽정희
- 삼국-무영자 - 샤오린 주
- 공작 - 김상범 외 1명

### 최우수 시각효과상
- 무쌍 - 알렉스 림 수상
- 2.0 - 스리니바스 모한
- 히든 맨 - 양 유에주안 외 1명
- 오퍼레이션 레드 씨 - 이인호 외 1명
- 펑크 사무라이, 베어뫼시다 - 오노우에 카츠로

### 최우수 의상상
- 삼국-무영자 - 첸 민정 수상
- 히든 맨 - 동 종민 외 2명
- 무쌍 - 만림중
- 펑크 사무라이, 베어뫼시다 - 사와타이시 카즈히로
- 공작 - 채경화

### 최우수 신인감독상
- 스틸 휴먼 - 올리버 시 쿠엔 찬 수상
- 환토: 상상의 땅 - 여 시우 후아
- 노래하는 불불 - 리마 다스
- 만타 레이 - 푸티퐁 아룬펜
- 카메라를 멈추면 안 돼! - 우에다 신이치로
- 더 크로싱 - 바이슈에

### 공로상
- 이창동 수상

### 라이징 스타상
- 박서준 수상

### 넥스트 제네레이션상
- 김재중 수상